# Arsaces I
Arsaces I de Partia fue el jefe de los parnos, nómadas escitas o tribus dahan del desierto, al oriente del mar Caspio. Una tradición, preservada por Flavio Arriano, considera a Arsaces I y su hermano Tirídates descendientes del rey aqueménida Artajerjes II, pero esto no tiene ningún valor histórico.

## Reinado

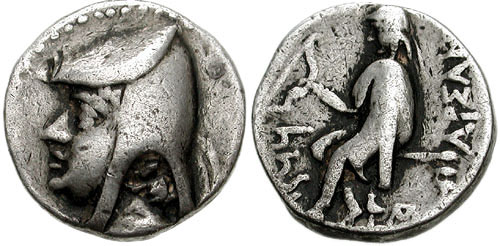
Moneda de Arsaces I. El reverso muestra la inscripción griega ΑΡΣΑΚ[ΟΥ], debajo del arco está en arameo.